# 马勒机器造船厂
马勒机器造船厂 (英語：Mollers' Shipbuilding & Engineering Works)是一间于1928年（民国17年）在上海创立的造船厂。前身为英国商人赉赐-马勒于1874年创立的“赉赐洋行”(英語：Moller & Company)。

## 历史
英国商人賚赐·马勒(英语:Nils Moller)于1874年在上海创立了“赉赐洋行”。1928年，赉赐洋行为扩大经营范围，设立了马勒机器造船厂。太平洋战争爆发后不久，日军占领工厂，并利用马勒厂的机器设备生产军火，并更名“三井造船所”，成为日本在华的重要兵工厂之一。1945年9月，日军投降后，马勒船厂仍归英商所有。1952年被中央重工业部船舶工业局承租并重组，重组后改名国营沪东造船厂，并于该年8月，被中国人民解放军上海军管会征用。